# 三蝶烯
三蝶烯（英語：Triptycene）是一种由蒽和苯炔通过狄尔斯–阿尔德反应合成的芳香烃。三蝶烯还具有三重对称性和桨状结构，是一种桶烯的相似物。三蝶烯的碳架结构十分稳定，所以三蝶烯及其衍生物都很稳定。因此，三蝶烯的衍生物可以在氢氰化反应中作为一种配位剂。
在以下这个反应中，丁二烯是底物，丙酮氰醇是进攻试剂，Ni(cod)2为催化剂，以及以三蝶烯为骨架的双齿膦化合物作为配位剂。